# En=trance
En=trance (in trance) is het twintigste muziekalbum van Klaus Schulze, een Duitse componist en uitvoerder van elektronische muziek. Het is opgenomen in Hambühren. Schulze speelt in zijn eentje het album vol. Het album kwam uit in als dubbelelpee, met op iedere kant één track. FM Delight heeft een benoeming van "Hit van het Jaar" achter haar naam staan bij een van de Duitse radiostations.

## Musici
- Klaus Schulze – elektronica, slagwerk

## Composities
1. En=trance (18:53)
2. A-numerique (16 :28)
3. FM Delight (17 :29)
4. Velvet (17:49)
5. Elvish sequencer (8:20)

Elvish Sequencer is een bonustrack op de geremasterde uitgave van die album in 2006. Het is opgenomen in 1975 op Schulzes eerste sequencermachine.